# 本田村 (新潟県)
本田村（ほんだむら）は、かつて新潟県北蒲原郡にあった村。

## 沿革
- 1889年（明治22年）4月1日 - 町村制施行に伴い北蒲原郡本田村、岡屋敷村、月岡村が合併し、本田村が発足。
- 1919年（大正8年）11月10日 - 神山村、中浦村との境界変更[1]。
- 1955年（昭和30年）3月31日 - 北蒲原郡中浦村と合併し、福島村となり消滅。

## 学校

### 小学校
- 本田村立本田小学校

### 中学校
- 本田村立本田中学校

## 交通

### 鉄道路線
- 日本国有鉄道
  - 羽越本線
    - 月岡駅